# Margócsy József (lelkész)
Margócsy József (Tugár, 1837. február 12. - Losonc, 1917. augusztus 19.) evangélikus főesperes-lelkész.

## Élete
Szülei Margócsy Sámuel és Biszkup Juliánna szabóiparos szülők voltak.
Az 1849. évi orosz dulás elhamvasztotta Losoncot. Szülei tönkrementek. Minden segítség nélkül jutott az osgyáni gimnáziumba, ahol önállóan tartotta fenn magát. Később Pozsonyba ment, ahol a 9. osztályig jutott, melyből 1855-ben a losonci algimnáziumba ment harmadik tanárnak. Ott a görög nyelvet, természetrajzot és éneket tanította, hogy gondviselője legyen testvéreinek, akik közül öccsét Kálmánt a papságig taníttatta, nővéreit pedig kiházasította. Két és fél év múlva visszament Pozsonyba, hogy tanulmányait folytassa. 1859-ben befejezte a hittanszakot és letette a candidaticumot. Miután Székács József felavatta, a losonci gimnázium tanára és egyszersmind segédlelkész lett. Rövidesen több helyre is meghívták lelkésznek és ő a kecskemétiekét fogadta el 1864-ben. Itt törlesztette az új templom építésére fölvett adósságot. Két évi működés után a népesebb irsai gyülekezet meghívását fogadta el. Az elhanyagolt egyházat virágzásra emelte, új paplak, szlovák helyett magyar nyelvű iskola, és orgonával ellátott díszes templom épült. 1878-ban a pesti egyházmegye megválasztotta főesperesévé, 1880-ban pedig Losonc lelkésze lett.
Költeményeket írt a Házi Kincstárba (1861-62), cikkeket a Protestáns Egyházi és Iskolai Lapba (1865-77., 1881. a panszláv üzelmek ellen), a Protestáns Képes Naptárba (1888. Zelenka Pál, 1889. Sárkány Sámuel), s nyolc éneket pedig a Haan által szerkesztett csabai evangélikus énekeskönyvbe. A Protestáns Papnak is munkatársa volt.

## Művei
- 1863/1877 A keresztyén vallás alapvonásai. Fischer Vilmos Fr. J. után magyarítá. Pozsony/ Budapest.
- 1870 Hazafias elmélkedések az ev. alapján, egyházi beszéd alakban. Írta több ev. lelkész. Szerkeszti ... Pest (Nyom. Kecskeméten).
- 1879 Kis Encyclopaedia. Népiskolai tantárgyak a földrajz keretébe foglalva. Budapest
- 1886 Evangyelmi konfirmandusok tankönyve. Losonc
- 1886 Kis Apologia. Losonc
- 1886 A Losonczi evang. egyház története I. Losonc
- 1899 Emlékbeszéd, melyet Losoncznak 1849-ben az oroszok által lett elhamvasztása 50-ik évfordulóján 1899. aug. 8. tartott. Kiadta Wagner Sándor polgármester. Losonc

Szerkesztette és kiadta a Protestáns egyházi Beszédtárt, 1870-től kilencz kötetét Pesten. Sajtó alá rendezte Győri Vilmos egyházbeszédeinek II. kötetét (Budapest, 1899.)
Kéziratban maradt: Magyarország története népiskolák számára; Egyházi beszédek és költemények.